# Gospel Workers Church of Canada
Gospel Workers Church of Canada, kanadensiskt trossamfund (1918-1958).
Denna kyrka bildades 1918 i Ontario av Frank Goff och medlemmar av en tidigare grupp, kallad Helgelsearbetarna (the Holiness Workers).
Den 7 september 1958 valde man att ansluta sina fem församlingar och cirka 200 medlemmar till Centrala Kanadadistriktet av Nazaréens kyrka